# E-40
E-40 (читается: «И-фо(р)ти», настоящее имя Эрл Стивенс, англ. Earl Stevens; 15 ноября 1967, Вальехо) — американский рэпер из Вальехо, Калифорния. Он также является членом рэп-группы The Click из Бэй Ареа и основателем лейбла Sick Wid It Records.

## Биография
Стивенс родился в Вальехо, Калифорния. После конкурса талантов в своём учебном заведении Эрл и его кузен B-Legit решают связать свою жизнь с хип-хопом. Они возвращаются в родной город Вальехо и вместе организуют группу MVP. Позднее вместе в группу приходит сестра E-40, Suga T и группу переименовывают в The Click.
Его дебютный альбом «Federal», был выпущен в 1992 году, в том же году вышел альбом The Click «Down & Dirty». Далее следуют 6 сольных студийных альбомов E-40, начиная с «In a Major Way» открыл его для широкой аудитории, в записи которого принимают участие Тупак Шакур, Mac Mall и другие. За свою карьеру E-40 выпустил больше 10 альбомов, в том числе, как участник The Click. Также он писал саундтреки для фильмов и участвовал в записях, как гость, в альбомах других рэперов. Начиная с 1998 года E-40 начинает сотрудничество с рэперами за пределами Бэй Ареа, что ещё больше повысило его популярность, его сингл «Tell Me When to Go» был спродюсирован Лил Джоном.
В то же время, за пределами Бэй Ареа E-40 не пользовался бешеной популярностью, и только две его песни вошли в Billboard Hot 100: «1-Luv» и «Things'll Never Change». E-40 продолжал работать в основном с рэперами из Бэй Ареа вплоть до 1997 года, когда он выпустил двойной диск «Southwest Riders», на котором поучаствовали основные рэперы из этого региона.
В 2009 E-40 участвует в записи трека «Santana DVX» в альбоме «Incredibad» комедийной группы The Lonely Island. Он числится, как один из авторов трека.
В марте 2010 года E-40 выпускает сразу два альбома «Revenue Retrievin Day Shift» и «Revenue Retrievin Night Shift».
26 июля 2019 года выпустил свой 26-й по счёту полнометражный альбом с названием «Practice Makes Paper».

## Дискография

### Альбомы
- 1991: Mr. Flamboyant (EP)
- 1993: Federal
- 1994: The Mail Man (EP)
- 1995: In a Major Way
- 1996: Tha Hall of Game
- 1998: The Element of Surprise
- 1999: Charlie Hustle: The Blueprint of a Self-Made Millionaire
- 2000: Loyalty & Betrayal
- 2002: Grit & Grind
- 2003: Breakin' News
- 2006: My Ghetto Report Card
- 2008: The Ball Street Journal
- 2010: Revenue Retrievin': Day Shift
- 2010: Revenue Retrievin': Night Shift
- 2011: Revenue Retrievin': Overtime Shift
- 2011: Revenue Retrievin': Graveyard Shift
- 2011: The History Channel (with Too Short) (Лето 2011)
- 2012: The Block Brochure: Welcome to the Soil 1
- 2012: The Block Brochure: Welcome to the Soil 2
- 2012: The Block Brochure: Welcome to the Soil 3
- 2013: The Block Brochure: Welcome to the Soil 4
- 2013: The Block Brochure: Welcome to the Soil 5
- 2013: The Block Brochure: Welcome to the Soil 6
- 2014: Sharp On All 4 Corners: Corner 1
- 2014: Sharp On All 4 Corners: Corner 2
- 2016: The D-Boy Diary: Book 1
- 2016: The D-Boy Diary: Book 2
- 2018: Connected and Respected (совместно с B-Legit)
- 2018: The Gift of Gab
- 2019: Practice Makes Paper